# 須田慎一郎
須田 慎一郎（すだ しんいちろう、1961年〈昭和36年〉8月26日 - ）は、日本のジャーナリスト。

## 来歴
東京都世田谷区下馬出身、小学2年の秋に親の仕事の都合で足立区竹の塚へ転居。東京都立上野高等学校卒業後、日本大学経済学部に進学。
後述の理由で、まともな就職活動を行って来なかった事で、日大卒業後の4月に中小の金融専門の雑誌社に入社。5年程所属し、退職して経済界に移籍。移籍後から並行してアルバイトを開始し、毎日新聞東京本社の社外スタッフとして勤務。毎日新聞社からプロパー移籍のオファーをされたが拒否し、フリーランスのジャーナリストに転じ、週刊ポストの契約記者を務めながら、『サンデープロジェクト』（テレビ朝日）のリサーチャーとして参画。歳川隆雄の代役として現場リポーターとして出演し、以後番組の出役と執筆活動を行っており、銀行業界をはじめ金融界、日本銀行、財務省、金融庁、検察庁に多くの人脈を持つ。

## 人物

### 趣味・嗜好
- 10年来のAKB48のファンで、以前は高橋みなみのファンでもあった。2011年6月に開催されたAKB48 22ndシングル選抜総選挙でも1票を投じており、高橋が7位であることに憤慨していた[6]。高橋の卒業後は西野未姫を推しメンとし、AKB48 45thシングル選抜総選挙で西野に票を投じたが結果が伴わず、禊としてテレビ番組で『恋するフォーチュンクッキー』を全力で踊った[7]。その前は、ザ・リリーズの親衛隊のメンバーでもあった[8]。
- 愛煙家で1日に30 - 40本を吸うヘビースモーカーである[9]。

### 性格
- 高橋洋一と長谷川幸洋の共著によると、出会う人すべてを取材対象とする信念で極めて丁寧な人柄である[10]。

### 交友関係
- 『サンデープロジェクト』初出演時にサポート役を務めた大谷昭宏は、以後20年以上親交深い恩人で[3]、仲人を務めた[11]。
- 衆議院議員馬淵澄夫は上野高校の一年先輩で、『そこまで言って委員会NP』などで共演して「高校時代よく殴られた」と語る[12]。

### エピソード
- 須田のニックネーム「社長」[13]は、高校時代から呼称されていた[3]。『たかじんのそこまで言って委員会』、『ビートたけしのTVタックル』に出演後から、司会者のやしきたかじんやビートたけしから「おじ貴」と名付けられた[14]。
- 高校時代から殆ど勉強せず、東大進学者も居る中で日本大学はマイノリティと自認し、満員電車が苦手であったためと語る。上野高校は単位制で、卒業不可直前まで追い込まれた[3]。大学時代も136単位のうち修得17単位で2年次に国際経済ゼミに入講した。3年次学年担任であったゼミ担当教授から、4年で卒業するために単位取得講義と試験対策を施され、おかげで卒業出来た[3]。
- 中小の経済雑誌社入社後に大阪へ配属されて[3]6年弱大阪市阿倍野区に居住し[15]、毎年大晦日に釜ヶ崎を訪れて[16]越冬闘争を取材していた。
- 毎日新聞の外部スタッフ時代にイトマン事件の特別取材班として、伊藤萬が振り出した5000億円のコマーシャルペーパーについて住友銀行玉井英二副頭取を取材して事実を認めさせ、1面記事となった[3]。
- 抗争中の暴力団組長の取材で同乗する高級車をヒットマンに銃撃されたが防弾ガラスで一命を取り留めた、と『たかじんNOマネー』の最終回で語った[17]。

## 主張
- 財務省幹部を名乗る匿名の人物からの伝聞として、禁煙推進の裏には巨大な利権があると主張している[18]。
- 神奈川県や兵庫県が制定した受動喫煙防止条例について「禁煙ファッショ」と批判し、「『喫煙者＝悪』と決めつけ、肝心の国民生活や国民経済への配慮を欠く点に問題があり、多くの悪影響をもたらしている」と持論を述べている。2011年時点で厚生労働省が法制化を目指していた受動喫煙防止法も「結論有りきの議論に問題がある」と批判している[19]。
- 2017年の加計学園の獣医学部設置は、今治市による設置申請が文部科学省から認められず、第1次安倍政権でも却下されているなど規制官庁の思惑だけで「岩盤規制」がおこなわれていた、として告発した前川喜平は「正義の告発者」でないのは明らかであると述べている[20]。週3回も出会い系バーへ通う時間があるなら、今治市を訪問し「地域の実情に目を向けるべきだったのではないだろうか」と批判している[21]。
- RSA暗号は既に破られていると主張している[22]。
- 4桁の暗証番号で認証することをRSA暗号と呼んでいる[23]。

## 出演番組

### 現在

#### テレビ
- たかじんのそこまで言って委員会→そこまで言って委員会NP（読売テレビ）
- 朝生ワイド す・またん!（読売テレビ）不定期出演
- 報道ランナー（関西テレビ）※コメンテーター（月曜） - 2019年10月 -
- とびっきり！しずおか（静岡朝日テレビ）※コメンテーター

#### インターネット動画配信
- 別冊！ニューソク通信
- 真相深入り!虎ノ門ニュース→帰ってきた虎ノ門ニュース（DHCテレビ→虎ノ門テレビ）※コメンテーター（木曜→隔週金曜） - 2015年4月3日 - 2022年11月18日、2023年4月 -

#### ラジオ
- 飯田浩司のOK! Cozy up!（ニッポン放送）※コメンテーター（月曜） - 2018年4月2日 -
- 上泉雄一のええなぁ!（MBSラジオ）※コメンテーター（木曜） - 2021年10月7日 -

### 過去
レギュラー

#### テレビ
- ムーブ!（朝日放送）
- ワイド!スクランブル（テレビ朝日）
- FNNスーパーニュースアンカー（関西テレビ）※コメンテーター（月曜）
- たかじんNOマネーBLACK（テレビ大阪）[24]
- たかじんのそこまで言って委員会（読売テレビ）
- ニュースリアルKANSAI（テレビ大阪） - 2015年3月27日 - 2017年3月24日

#### インターネット動画配信
- #渋谷オルガン坂生徒会（DHCテレビ）※専門家
- ニュース女子（DHCテレビ）※代理MC、コメンテーター
- 闇鍋ジャーナル(仮)

#### ラジオ
以下、ニッポン放送の番組
- 高嶋ひでたけのお早よう!中年探偵団（コメンテーター〈月曜〉） - 1997年4月 - 2004年3月
- 森永卓郎 朝はニッポン一番ノリ!（コメンテーター〈月曜〉） - 2005年3月28日 - 2006年3月31日
- 森永卓郎と垣花正の朝はニッポン一番ノリ!（コメンテーター（月曜）） - 2006年4月3日 - 2007年9月28日
- 上柳昌彦のお早うGoodDay!（コメンテーター〈月曜〉） - 2007年10月1日 - 2010年6月24日
- 高嶋ひでたけのあさラジ!（コメンテーター〈月曜〉） - 2010年7月1日 - 2018年3月19日
- 上柳昌彦 ごごばん!（コメンテーター） - 2010年6月29日 - 10月5日
- 須田慎一郎のニュースアウトサイダー（パーソナリティ） - 2017年4月9日 - 2018年3月30日
- 報道スペシャル 日本初上陸!IRってナニ?（パーソナリティ） - 2019年12月31日
- 須田慎一郎のスクープ ニュース オンライン（パーソナリティ） - 2021年3月7 - 27日
- 武内裕之That's On Time[25]（KBCラジオ） - 2010年10月4日 - 2014年3月28日
- Morning Wave（KBCラジオ） - 2014年4月2日 -
- 須田慎一郎のこんなことだった!! 誰にもわかる“経済学”（文化放送） - 2017年10月7日 - 2020年9月26日
- 須田慎一郎 南野陽子の 誰にもわかる“経済学”（文化放送） - 2020年10月3日 - 2024年9月28日
- 須田慎一郎 大桃美代子の 誰にもわかる“経済学”（文化放送）- 2024年10月5日 - 2025年3月29日

### 不定期出演

#### テレビ
- ビートたけしのTVタックル（テレビ朝日）
- そこまで言って委員会NP（読売テレビ）
- サンデープロジェクト（テレビ朝日）
- 山浦ひさしのトコトン!1スタ（テレビ愛知）
- 激論!コロシアム 〜これでいいのか?ニッポン〜（テレビ愛知）
- スーパーサタデー（東海テレビ）
- 淳と隆の週刊リテラシー (TOKYO MX)
- お願い!ランキング GOLD（テレビ朝日）
- 情報ライブ ミヤネ屋（読売テレビ）
- モーニングバード（テレビ朝日）
- 橋下×羽鳥の番組（テレビ朝日） - 2016年7月4日、11日
- バイキング（フジテレビ） - 2016年7月5日
- ゴゴスマ -GO GO!Smile!-（CBCテレビ）- 2016年8月4日
- 生!山里亮太のマンゲツ会議〜昼には言えないニュースのあれこれ〜（毎日放送） - 2016年8月5日
- 警視庁捜査資料管理室（BSフジ）※警察幹部役 - 2019年6月10日
- 激辛!!地方創生委員会NL（山陰ケーブルビジョン）※MC - 2020、2021年1月1日

#### ラジオ
- ストリーム（TBSラジオ、不定期で「ニュースさかさめがね」に出演）
- ザ・ボイス そこまで言うか!（ニッポン放送）
- クロノス (TOKYO FM)

## 著書

### 単著
- 『長銀破綻』 講談社、1998年11月。ISBN 9784062094191
- 『長銀破綻-エリート銀行の光と影』 講談社文庫、1999年11月。ISBN 9784062647298
- 『2002年4月銀行崩壊-ペイオフ後に来る最悪のシナリオ』 光文社、2001年12月。ISBN 9784334973179
- 『あなたの預金が危ない!-ペイオフ時代の銀行選び』 新潮OH!文庫、2002年3月。ISBN 9784102901465
- 『メガバンク破綻・再生の法則-四大銀行は死命を賭けた最終決戦へ』 角川書店（新書判）、2002年8月。ISBN 9784047040960
- 『日本経済破綻-2003年10月恐るべき金融クラッシュ勃発 驚愕の緊急レポート』 ベストセラーズ、2003年3月。ISBN 9784584187395
- 『巨大銀行沈没-みずほ失敗の真相』 新潮社、2003年4月。ISBN 9784104597017
- 『生き残れる銀行と消え行く銀行』 光文社、2003年4月。ISBN 9784334973841
- 『銀行大激突』 光文社、2004年3月。ISBN 9784334974350
- 『UFJ消滅-メガバンク経営者の敗北』 産経新聞ニュースサービス、2004年10月。ISBN 9784594047900
- 『地銀大破綻-預金じゃないむしりとられるのは借入金だ!』 ビジネス社、2005年3月。ISBN 9784828411804
- 『銀行にだまされるな!』 新潮社、2005年4月21日。ISBN 9784104597024
- 『財務官-その権力と正体』 祥伝社、2005年1月。ISBN 9784396612351
- 『巨大銀行沈没 みずほ危機の検証』 新潮文庫、2006年3月。ISBN 9784101283517
- 『超図解ビジネスSuper mini 緊急解明!ライブドアの経営手法』 エクスメディア、2006年3月。ISBN 9784872836073
- 『銀行は狙っている!-紙幣がなくなる日の「功罪」を問う』 ビジネス社、2006年5月。ISBN 9784828412719
- 『マネーゲーム崩壊-ライブドア・村上ファンド事件の真相』 新潮社、2006年8月。ISBN 9784104597031
- 『下流喰い-消費者金融の実態』 筑摩書房（ちくま新書）、2006年9月。ISBN 9784480063250
- 『投信バブルは崩壊する!』 ベストセラーズ（ベスト新書）、2007年7月。ISBN 9784584121559
- 『ブラックマネー』 新潮社、2008年10月 / 新潮文庫、2010年9月。ISBN 9784101283524
- 『金融資産は今すぐ現金化せよ 新・投信バブルは崩壊する!』 ベストセラーズ（ベスト新書）、2008年12月。ISBN 9784584122082
- 『金融資産は今すぐ現金化せよ 新・投信バブルは崩壊する!』 ベストセラーズ（ベスト新書）、2008年12月。ISBN 9784584122082
- 『「底なし」日本経済大不況』 ベストセラーズ、2009年6月。ISBN 9784584131688
- 『大淘汰の時代 「メガ再編」後に生き残る企業・消える企業』 講談社、2010年1月。ISBN 9784062158923
- 『サラ金殲滅』 宝島社、2010年7月。ISBN 9784796672429
- 『暴力団と企業―ブラックマネー侵入の手口』（宝島社、2012年6月）ISBN 978-4796698658
- 『日本人が大貧民になる日』青志社、2013年7月。ISBN 9784905042723
- 『国民を貧困にする重税国家日本』（徳間書店、2013年12月）ISBN 978-4198636906
- 『偽装中流―中間層からこぼれ落ちる人たち』（ベストセラーズ、2016年2月）ISBN 978-4584136997
- 『「階級格差」時代の資産防衛術』（イースト・プレス、2018年6月）ISBN 978-4781651026
- 『なぜカリスマ経営者は「犯罪者」にされたのか？』（イースト・プレス、2019年6月）ISBN 978-4781651163

### 共著
- 江上剛共著 『銀行員諸君!』 新潮新書、2003年11月。 ISBN 9784106100406
- 『アベノミクスが激論で解けた！』2013年4月18日。ISBN 978-4-0910-3159-4。